# Anadara esmeralda
Anadara esmeralda – gatunek morskiego, osiadłego małża z rodziny arkowatych (Arcidae).
Muszla o wymiarach: długość 5,7 cm, wysokość 5,3 cm, średnica 5,1 cm. Żyje na głębokości od 55 metrów do 73 metrów. Odżywia się planktonem.
Występuje od Meksyku po Panamę.